# Q-Dance
Q-Dance är en festivalarrangör och ett skivbolag med sitt säte i Nederländerna. Q-Dance arrangerar stora festivaler och events med inriktning på hårdare elektronisk musik, bl.a. Qlimax.

## Evenemang
| Evenemang     | Typ                                    | Plats                                         |
| ------------- | -------------------------------------- | --------------------------------------------- |
| Defqon.1      | Utomhusfestival                        | Walibi Holland, Biddinghuizen, Nederländerna  |
| Dominator     | Utomhusfestival                        | E3 Strand, Ersel, Nederländerna               |
| Houseqlassics |                                        |                                               |
| In Qontrol    | Inomhusfestival                        | Amsterdam RAI, Amsterdam, Nederländerna       |
| The Qontinent | Utomhusfestival                        | Puyenbroeck, Wachtebeke, Belgien              |
| Q-Base        | Utomhusfestival                        | Weeze Airport, Düsseldorf, Tyskland           |
| Qlimax        | Inomhusfestival                        | Gelredome, Arnhem, Nederländerna              |
| Qlubtempo     |                                        |                                               |
| Qountdown     |                                        |                                               |
| Qrime Time    | Nyårsfest                              | Heineken Music Hall, Amsterdam, Nederländerna |
| X-Qlusive     | Inomhusevent med en specialinbjuden DJ |                                               |
| Qapital       | Inomhusfestival                        | Ziggo Dome, Amsterdam, Nederländerna          |
| WOW WOW       | Ny Nyårsfestival (ersätter Freaqshow)  | Ziggo Dome, Amsterdam, Nederländerna          |
| EPIQ          | Ny Nyårsfestival (ersätter WOW WOW)    | Ziggo Dome, Amsterdam, Nederländerna          |
| IMPAQT        | Ny utomhusfestival (ersätter Q-Base)   | Weeze Airport, Düsseldorf, Tyskland           |

## Andra deltagande
| Evenemang    | Typ                     | Plats                                                    | Värdar       |
| ------------ | ----------------------- | -------------------------------------------------------- | ------------ |
| Tomorrowland | Utomhusfestival         | Provinciaal Recreatiedomein De Schorre, Boom, Belgien    | Tomorrowland |
| Air Beat One | Utomhus/Inomhusfestival | Flugplatz Neustadt-Glewe, Neustadt-Glewe, Tyskland       | Music Eggert |
| Mysteryland  | Utomhusfestival         | Voormalig Floriadeterrein, Haarlemmermmer, Nederländerna | ID&T         |

## Tidigare festivaler
| Evenemang             | Typ                     | Plats                                                                  | Ersättare   | Första gången | Sista gången | Upplagor |
| --------------------- | ----------------------- | ---------------------------------------------------------------------- | ----------- | ------------- | ------------ | -------- |
| Freaqshow             | Inomhusfestival         | Ziggo Dome, Amsterdam, Nederländerna                                   | WOW WOW     | 2012          | 2017         | 6        |
| Defqon 1 Australia    | Inomhusfestival         | Sydney International Regatta Centre, Sydney, Australien                | Defqon 1    | 2009          | 2018         | 10       |
| Defqon 1 Chile        | Utomhusfestival         | Centro de Eventos Munich, Balmaceda, Chile                             | Defqon 1    | 2015          | 2016         | 2        |
| ´91-´92               | Utomhusfestival         | Hamekade 48, Zaandam, Nederländerna                                    |             | 2000          | 2001         | 5        |
| Club Q-BASE           | Utomhusfestival         | Hamekade 48, Zaandam, Nederländerna                                    |             | 2002          | 2002         | 23       |
| Hardcode Resurrection | Utomhus/Inomhusfestival | Flertal platser                                                        |             | 2000          | 2003         | 4        |
| Qontact               | Utomhus/inomhusfestival | Heineken Music Hall, Amsterdam / Beursgebouw, Eindhoven, Nederländerna |             | 2001          | 2004         | 8        |
| Teqnology             | inomhusfestival         | Heineken Music Hall, Amsterdam, Nederländerna                          |             | 2002          | 2004         | 6        |
| Qlubtempo             | Utomhus/inomhusfestival | Hemkade 48, Zaandam / Heineken Music Hall, Amsterdam, Nederländerna    |             | 2001          | 2007         | 31       |
| QrimeTime             | Inomhusfestival         | Heineken Music Hall, Amsterdam, Nederländerna                          |             | 2004          | 2007         | 4        |
| Houseqlassics         | Utomhus/Inomhusfestival | Flertal platser                                                        |             | 1999          | 2010         | 14       |
| In Qontrol            | Inomhusfestival         | RAI Amsterdam, Amsterdam, Nederländerna                                |             | 2004          | 2010         | 7        |
| Qountdown             | Inomhusfestival         | Heineken Music Hall, Amsterdam, Nederländerna                          |             | 2008          | 2011         | 4        |
| QORE 3.0              | Inomhusfestival         | Heineken Music Hall, Amsterdam, Nederländerna                          |             | 2011          | 2012         | 2        |
| IQON                  | Utomhusfestival         | Sydney International Dragway, Sydney, Australien                       |             | 2013          | 2013         | 1        |
| QULT                  | Inomhusfestival         | WesterUnie, Amsterdam, Nederländerna                                   |             | 2012          | 2015         | 15       |
| Q-Base                | Inomhus/utomhusfestival | Airport Weeze, Weeze, Tyskland                                         | Ny festival | 2004          | 2018         | 15       |